# せいぜいがんばれ!魔法少女くるみ
『せいぜいがんばれ！魔法少女くるみ』（せいぜいがんばれ まほうしょうじょくるみ）は、Pie in the sky制作の日本のWebアニメ。2017年7月30日よりAbemaTVで5分枠で配信された。2018年10月27日より第2期が配信された。2020年10月16日より第3期が配信された。

## 概要
タイトルには「魔法少女」とあるが単なる魔法少女アニメではなく、魔法少女であるくるみ達「美少女魔法少女恐竜天使戦士プリマエンジェル」が、暗黒大明神率いる敵・暗黒ホエールズと戦う様子をただ傍観している男子中学生3人の突っ込みを楽しむギャグアニメでもある。公式のジャンルは「魔法少女傍観系ギャグアニメ」。
1話あたり、実質2分強（1期・2期）ないし3分（3期）。回によっては途中でアイキャッチを挟むこともあるがCMが入るわけではなく、話を端折るためのネタとして用いられている。
アニメ本編は隔週で配信されており、本編の翌週には声優陣によるオーディオコメンタリー番組「せいぜいがんばれ！魔法少女くるみの中の人」を10分枠で配信。こちらは、久保（くるみ役）のナレーションと、小野（しんじ役）のタイトルコールで始まる。毎回トークテーマおよび〆のお題を設け、収録は2週まとめ撮りをしている。
- 「中の人」回でスケジュールの都合から出演出来なかった羽多野（イサム役）に代わり、第11、12話分では松本（デビるん役）、第13話では久保ユリカ（くるみ役）が代役で出演している。

2018年1月1日0時よりAbemaTVで特番『美少女魔法少女恐竜天使戦士プリマエンジェル勢揃い！「せいぜいがんばれ！魔法少女くるみ」元旦一挙放送スペシャル2018!』を配信。
2018年8月12日開催のイベント『めちゃくちゃがんばれ!魔法少女くるみの中の人 超出張版2018』で、2018年10月より第2期配信予定を発表。
2019年1月7日・1月14日・4月1日にBS11にて3話分を3回に分けてテレビ放送することが決定した。
2020年7月18日21時よりYoutubeにて3期の制作を発表し、同年10月7日より第1・第3水曜日にBS11にて放送することが決定した。BS11での放送翌日にはMixBoxで、翌週にはYouTube公式チャンネルで、それぞれ配信された。
2021年1月6日・1月7日・1月8日の3日間、BS11にて『ギリお正月だよ！「くるみ」3夜連続傑作選 第1夜・第2夜・第3夜』が放送された（内容はそれぞれ第1夜（1期）・第2夜（2期）・第3夜（3期）から抜粋されたエピソード9本ずつ）ほか、改編期に不定期で傑作選が放送された。

## 登場人物

### 主人公（プリマエンジェルを傍観する男子たち）
全員が笑顔ヶ丘市にある私立笑顔ヶ丘中学校2年B組在籍で、プリマエンジェル達の同級生でもある。いつも三人でつるんでおり、暇つぶしに暗黒ホエールズのアジトを覗きに行くなど時々怪しい行動をとる。この3人は毎回必ず登場している。
鈴木キヨシ
声 - 林勇
本作の1人目の主人公。4月2日（おひつじ座）生まれのA型。一人称は「俺」。基本的にツッコミとメタ発言担当。歌がうまい、服がちゃんとしている、安定しているなどキャラが薄いため、ツッコミ以外で目立つことはあまりない。騒動に関しては毎回くるみ達が解決するので、怪人が出ようと何が起ころうと動じることなくツッコミを続ける。ツッコミを入れたくてもできない状況では極度のストレスが溜まり物凄い形相で必死に我慢するが長時間耐え抜くことはできず最後は理性が飛んでしまう。転んだ時に頭部から激しい流血をしていても平気である。全てのエンディング曲で、最後に「なんだこの歌!!」とツッコミを入れている（いずれも歌詞がぶっ飛んでいる）。ちなみに1期終了時点ではこの説明の文章が１行しかなかった。
高橋イサム
声 - 羽多野渉
本作の2人目の主人公。9月25日（てんびん座）生まれのO型。一人称は「俺」。くるみ達の言動に言及したり状況を説明したりすることが多い。また怪人が現れても冷静な他二人と比べるとリアクションが大きめで、そのためか怪人やパイレイトに拘束されて人質となってしまったこともある。基本的にツッコミはキヨシの担当だが、デビるんのダミ声に「声汚（きたな）っ!」とツッコむのはほとんどが彼。第2話ではくるみが変身する際に素っ裸だが何も見えないことに悔しがったり、第5話ではプリマエンジェルのパンチラを期待したり、第34話では変身中の裸を見るためにサングラスを常備するなど性的な話題にはかなりオープンで、特に第45話ではくるみたちの水着を期待してかなりのハイテンションな状態であった。一方で第9話ではみずきの素顔にどぎまぎする場面も見られるなど、ある意味主人公たちの中では一番「普通の中学生」らしいキャラ。
佐藤シゲル
声 - 寺島拓篤
本作の3人目の主人公。12月25日（やぎ座）生まれのB型。一人称は「僕」。基本的に冷めている性格で、他の2人より口数が少ない。しかし第4話ではイサムが捕まり人質となった時に「ウケる」と呟いたり、第45話ではイサムとともにプリマエンジェル達の水着について言及するなど。時折冷静な口調のままボケやツッコミをすることもある。ネットの情報に詳しいため、プリマエンジェルや暗黒ホエールズの設定についてよく説明している。首にヘッドフォンを掛けていて、外でも上履きを履いているなど服装が特徴的。エアーサロンパスを防犯用に携帯している。文系の教科が苦手。第58話から第59話にかけて、暗黒ホエールズに捕まり「怪人プロデューサー気取り男」にされてしまった…という夢を見た、と本人が語った。

### 美少女魔法少女恐竜天使戦士プリマエンジェル
くるみ、みずき、みかん、わかば、つばめの5人は、キヨシ、イサム、シゲルの3人と同じく私立笑顔ヶ丘中学校2年B組に在籍。名前は全員「プリマ＋◯◯（色、モチーフ）」となっている。プリマ端末というスマートフォン型アイテムの変身アプリを起動し、「レディース&ジェントルメン」と言うことで変身可能。変身することにより身体能力、回復能力を向上させることが出来る。SNSでの荒らしや実家が特定されることを防ぐため正体は秘密としているが、キヨシ、イサム、シゲルだけでなく、敵である暗黒ホエールズの幹部たちも正体を知っている。世間でも認知されており、ファンも存在しているが、写真を撮ろうとするファンにはデビるんが「撮影禁止!」とまくし立てる。3人（くるみ、みずき、みかん）の合体技は「トリプルプリマエナジーフォーメーション 三位一体プリマエンジェル」、ミラクルフォームに変身して行う最終必殺技「プリマエンジェルミラクルレインボーストリーム」。5人合体技には「プリマクインテットエナジーバーストエボリューション」がある。突如現れる怪人退治のほか、いきなり暗黒ホエールズのアジトに殴り込みをすることもある。
安土桃山くるみ（あづちももやま くるみ）
声 - 久保ユリカ
本作のメインヒロイン。自称「ちょっとドジで泣き虫な普通の女の子」。9月3日（おとめ座）生まれのO型。一人称は「私」。プリマエンジェルの中では唯一毎回登場している。オムライスとチョコレートパフェが好物。押しが強い性格。足が異常に遅く、よく何かにつまづいて転んでいる。転んだ時に頭部から激しい流血をしていても平気であり、力は強い。インラインスケートと川柳が趣味だがかなり下手。SNS依存症気味。味音痴で、チョコレートパフェや生クリームを白米にかけたものや、毒が入ったクレープ（変身したため毒は回らなかった）を平然と食べている。また料理も苦手で砂糖と間違えて塩素を、ビスケットと間違えてウルツァイト窒化ホウ素（地球上で最も硬い物質）を入れるなどのとんでもないミスをやらかしている。絶望すると吐くほか、青木山しんじに会う、ショックを受ける、照れる等で顔が歪む。「ももひと」という弟がいる。
デビるんとは喧嘩をすることはあっても信頼をしており、デビるんがカイゾークに拉致されたうえに奪還できなかったときにはショックでインラインスケートを履いた徒歩暴走族となりプリマエンジェルを辞めようとした。
各話ごとのタイトル読み上げも担当しているが、BS11での放送ではカットされている（代わりにOP後最初にタイトルを画面の右上隅に小さく表示）。
プリマピンク
くるみが変身するプリマエンジェル。ニックネームは「ピンたそ」。武器は棘杖、プリマダイナマイト、プリマ狙撃銃、プリマ星球式鎚鉾（せいきゅうしきつちほこ）、プリマタイムボム、プリマ縊り殺し器（くびりころしき）、プリマプラスチックボム、スタンガン（名称不明）、プリマ閃光手榴弾（主に野次馬が集まって収拾がつかなくなった時などに炸裂させその場にいた人間の記憶を消すという荒業で使用）。決め台詞は「神に誓って、粛清だよ!」「光り輝くピンクの小粒! プリマピンク!」。必殺技はフリスビー型のエネルギーを飛ばす「デスフリスビーセンセーション」「シャイニングフリスビーセンセーション」（第2期より）「レインボーフリスビーセンセーション」まばゆい光で攻撃する「シャイニングフラッシュセンセーション」ハイキックで攻撃する「プリマエンジェルキック」「足キック」第2期ではプリマ端子によって光の力でパワーアップする。

三原色みずき（さんげんしょく みずき）
声 - 金元寿子
第9話より登場。6月10日（ふたご座）生まれのAB型。一人称は「私」。大人しい性格で、見た目も地味目な眼鏡少女。度の強い眼鏡を愛用しているが、素顔は目が綺麗な美少女でもある。くるみの強引な勧誘で第2の魔法少女になる。オカルトが好き。犬（なぜか実写）を飼っている。第35話でカラクリに洗脳され、甲殻類を持ち歩くなど言動がおかしくなってしまう。金元寿子が休業していた間は予め休業前に録音していた音声を使用した。
プリマシアン
みずきが変身するプリマエンジェル。ニックネームは「しーちゃん」。武器はプリマ殺人包丁（刃を撃ち出す巨大な包丁）と片刃の長剣・妖刀血祭（ようとうちまつり）。決め台詞は「ドブに漬かって、反省しろ!」「…（無言）…プリマシアン!」。変身すると視力が良くなり、眼鏡が必要なくなる。第15話ではプリマ風邪をひいた。必殺技は巨大な針型のエネルギーを飛ばす「デスニードルカンバセーション」、「アイシクルニードルカンバセーション」（第2期より）。第2期ではプリマ端子によって氷の力でパワーアップする。言動が戻ったと思わていたがまだ洗脳は解けておらず、第48話で「プリマダークシアン」となってしまう。

温州愛媛みかん（うんしゅうえひめ みかん）
声 - 相沢舞
第10話より唐突に登場。11月18日（さそり座）生まれのA型。一人称は「ウチ」。エセ関西弁で話す。アホ毛がある。怒ると砂を投げたり暴言を吐いたり乱暴な態度になるが基本的には優しい。関西名物が大好物でほぼ毎食「お好みたこ焼きそば串カツ丼（串カツのソース別添え）」を自分で作って食べている。プリマエンジェルの中では珍しくツッコミをするシーンが多い。
プリマオレンジ
みかんが変身するプリマエンジェル。ニックネームは「おじじ」。決め台詞は「鉄槌を…下す!」「浪速のたこ焼きパワー、見せたるでしかし!（と言いつつ実際に作っているのはお好み焼き）プリマオレンジ!」。武器はプリマ種子島と二丁拳銃（名称不明）・リボルバーのデスマグナム、プリマ狙撃銃。第17話ではみずきから風邪をうつされている。必殺技は指先からビームを放つ「デスビームイノベーション」、「フレアビームイノベーション」（第2期より）。第2期ではプリマ端子によって太陽の力でパワーアップする。第49話でなんやかんやあって「プリマダークオレンジ」となってしまう。

五月緑わかば（さつきみどり わかば）
声 - 山本希望
第2７話から登場。5月4日（おうし座）生まれのA型。一人称は「わたす」。エセ東北弁で話す。デビるんがプリポテを感じたため、プリマエンジェルにされる。臆病だが優しい性格。家が貧しいためか、金銭欲、食欲がやや強い。「親に怒られるから」と日が暮れるまでに帰りたがる。機械音痴。
プリマスプリンググリーン
わかばが変身するプリマエンジェル。ニックネームは「すぐりん」。武器は九尾の棘猫鞭（きゅうびのとげねこむち）。プリマ端子によって野菜の力でパワーアップする。野菜の力は野菜を急成長させることが出来る。必殺技は相手の力を吸収して倒す「グリーンバキュームエボリューション」、プロレス技の「雪崩式のカサドーラボム」。決め台詞は「（プリマエンジの後で）わたすも、そう思う!」「からっぺすねえで、野菜もずっぱとかせぇ!（東北弁で「食べず嫌いせず野菜も沢山食べなさい!」という意味）プリマスプリンググリーン!」。第49話で「プリマダークスプリンググリーン」となってしまう。

高円寺つばめ（こうえんじ つばめ）
声 - Lynn
第2７話から登場。4月18日（おひつじ座）生まれのO型。一人称は「私」。デビるんがプリポテを感じたため、プリマエンジェルにされる。スポーツ万能な熱血肌で、プリマエンジェルにされてから特訓するもいきなり両足を疲労骨折してしまう。やや昭和脳。手洗い・うがいを怠ったため、第38話で「微ゾンビ」にされてしまうが、変身したことで微ゾンビウイルスを無毒化、元に戻った。降霊術にも長けている。プリマエンジェルより部活を優先している。
プリマエンジ
つばめが変身するプリマエンジェル。ニックネームは「えじこ」。武器は狼牙棒（ろうげぼう）。プリマ端子によって暴力の力でパワーアップする。必殺技は赤い炎を宿した拳で殴る「ブラッディナックルエデュケーション」、プロレス技の「断崖式のパワーボム」。決め台詞は「おまえを、もう二度とこんなことしないように、ボコボコに、殴る!」「エンジ色は、内臓とか血の色に近い!プリマエンジ!」。第48話でカラクリに洗脳され「プリマダークエンジ」となってしまう。

かつてのライバルたち
声 - 斎藤千和
第25話、第49話でくるみを助けるために現れる。第3期で隣町の真顔ヶ丘のプリマエンジェルだと明かされた。
金剛寺あかね（こんごうじ あかね）
1月24日（みずがめ座）生まれ。一人称は「わたくし」。プライドが高く高飛車な性格のお嬢様。家はロケットを保有するほどの大金持ちのため、よく他人を「庶民」とバカにする。なでしこからは「あかねっち」、あいからは「あかね様」と呼ばれている。割とポンコツで、プリマピンクに勝負を挑んでは負け、泣いてしまう。素でも、くるみに勝負を挑んでは足元に落ちているバナナの皮でくるみが足を滑らせたときに形勢が逆転しコブラツイストやパイルドライバーを食らっている。一方で、カイゾークにデビるんを拉致されくるみが凹んでいたときには、スタンガンを浴びせて活を入れている。
プリマゴールド
あかねが変身するプリマエンジェル。武器は弓矢。必殺技は弓矢からエネルギーを飛ばす「ゴールデンアロー」。

驚天動地なでしこ（きょうてんどうち なでしこ）
7月7日（かに座）生まれ。一人称は「僕」。見た目は幼い。小悪魔的な性格で好戦的、かつ言動も挑発的だが、3人の中では一番の常識人で、あかねの行動にツッコミを入れながら嗜めたりする。
プリマショッキングピンク
なでしこが変身するプリマエンジェル。武器はナイフ。必殺技はナイフからエネルギーを放つ「グラビティショック」。

学天則あい（がくてんそく あい）
9月20日（おとめ座）生まれ。一人称は「私」。ロボットだがメンタルが弱く、蕎麦アレルギー・猫アレルギーも持っている。なでしこからは「メカ子」と呼ばれている。睡眠、食事もできる。常に敬語で話す。
プリマメカ
あいが変身するプリマエンジェル。腕にはマシンガンが内蔵されていて、プリマドリルとなる事もできる。場所は不明だが自爆ボタンも搭載されている。必殺技はリミッター解除することで発動する「フューチャーテクノロジー」。

### プリマエンジェルの協力者
デビるん
声 - 松本慶祐
宇宙征服を企む宇宙極悪機構と戦うべく、ともに戦う仲間であるプリマエンジェルを探しに地球にやってきたタスマニアデビル型天使で、正体はデビるん星の王子。くるみたちと契約しプリマエンジェルにさせ、彼女たちと共に行動する。一人称は「僕」。博識でIT強者なテンバイヤーでもあり、主にポンコツなプリマピンクのサポートをする。また、小柄であり、背中に羽が生えており飛ぶこともできるため俊敏。野生のドブネズミやカラスのほか、タコも食べる。独特のダミ声をしており、他のキャラクター（特にイサム）からよく「声が汚い」と突っ込まれている。語尾に「デビル」を付けて話す（「危なかったデビルね」など）。怒ると目が赤くなることもあるが、声はダミ声のまま。第3期最終回では、宇宙極悪機構との戦いのあと、記憶喪失装置を使ってプリマエンジェルやキヨシたちらの記憶を消したうえで、宇宙船で両親、味方についたパイレイトとともにデビるん星へと帰還した。
次回予告の読み上げも担当しているが、殆どの回で枠が数秒しかないため大概が一言だけで終わるか喋っている途中に途切れてしまう。
覚醒したデビるん
声 - 斎藤千和
目が赤くなり、声も汚くない流暢なものとなる。第23話では暗黒ホエールズの真の目的や、それに対抗できる光のクリスタルについて明かした。第25話では池袋の○（「ピー音」）○キで買い揃えた虹のクリスタルをくるみに託す。第49話でもいつの間にか覚醒していた。

ジャケット紳士 / ジャケ紳 / ジャケ紳さん / マスクド・ジャケット
声 - 小野大輔
第6話より登場。プリマエンジェルがピンチのときに現れるガスマスクを被った紳士。プリマピンクとのやり取りは、部活やバイト先での先輩後輩のようだが、弱点だけ教えて帰っていく。武器は傘型のジャケットライフルと、JOKERのカード。装備はジャケットダウンジャケット、ジャケットプロテクトジャケット。必殺技はハングライダーで体当たりする「JACKET CRASH」、傘で突く「JACKET SPARK」、杖で殴る「JACKET SEPARATE STICK」、膝蹴り「JACKET JET KNEE」、同意するだけの「JACKET AGREE」、ワイヤーで絡めとる「JACKET WIRE」、バズーカ攻撃の「JACKET LAUNCHER」。自身がピンチのときは「JACKET PINCH」と叫ぶ。「じゃあ!」という強調と「ハーッハッハァ!」という高笑いが特徴。
真顔ヶ丘では「マスクド・ジャケット」と呼ばれている。
ヅャケット紳士
カラクリに操られたジャケ紳。光のクリスタルを破壊しプリマ端末を破壊する。最終回ではドサクサで洗脳が解けていた。
青木山しんじ
声 - 小野大輔
第7話から登場。ジャケット紳士の正体。4月1日（おひつじ座）生まれのAB型。一人称は「俺」。くるみが一目惚れした、よくジャケ紳の衣装を落とす謎のイケメンだが、普段着のファッションセンスが無い。18歳以上と言われる大学生。くるみを「女性」（複数人いれば「女性たち」）と呼ぶ。顔が歪みやすい。全国無差別級サッカー大会優勝、全国無差別級学力テスト全教科満点の実力で、青木山財閥コンツェルン財団の御曹司でもあり、街中の女性たちの人気の的でもある。
死んだはずの師匠 / プリマ祖先 / 紀元前億はくあ（きげんぜんおく はくあ）
声 - 斎藤千和
第50話と第69話に登場。正式名称は「美熟女魔法熟女恐竜熟女戦士 プリマ祖先」。一人称は「あたい」。くるみが「師匠」と呼ぶ人物で、自らを紀元前億はくあと名乗った。最初に登場した第50話は嘘オチだったため本当に存在したのかは不明であったが、第69話にて存在していた事が判明。既に亡くなっていたのは確かだったが、以前くるみが「師匠」と言っていたのを微かに覚えていたみずきがネットで懸命にググって見つけ、さらに池袋のドン・キホーテで買い揃えた降霊グッズを用いてつばめの降霊術により霊体のまま現世に戻り、カイゾークに負けたプリマエンジェルの5人に猛特訓を課した。
ピエロ牧師
声 - 羽多野渉
第66話に登場。プリマエンジェルがピンチの時に現れるジャケット紳士がピンチの時に現れる、ピエロの面を被った謎の男だが、イサムにはあっさりと正体はじいやだと見抜かれている。気球に乗って現れ、新しいガスマスクを欲しているジャケット紳士に新しいガスマスクを空から提供する。モデルはミュージシャンのDJ LOVE。
じいや
声 - 羽多野渉
第60話に登場。青木山家の執事だが、なぜか天狗の面を付けており、イサム曰く「ヤバい奴」。しんじの付き人でもあり、しんじに身の危険が及ぶと相手が誰であれ拳銃（しんじ曰く「空砲」）を発射して威嚇する。

### 暗黒ホエールズ
悪の秘密結社。総元締めとして宇宙極悪機構があり、絶望のエネルギーを吸収し宇宙の支配を企む。地球征服を企むその下位組織が、暗黒ホエールズである。
アジトには暗黒大明神や幹部たちがずっと居るわけではなく、皆どこかに帰ってしまい留守となってしまうこともある。時々、プリマエンジェルが襲撃しに来る。その時はキヨシ達も窓から傍観している。また、暗黒大明神曰く『本社』がアジトとは別にあり、人事異動もあるほか、カラクリとバロンに対し送別会を行うなどアットホームな雰囲気もある。ちなみにアジトは窓もついており、アジトとは思えない雰囲気。素人が個人の趣味で作ったようなショボいホームページもあり、ホームページには風俗店のような当日出勤予定のメンバーが表示されている。
暗黒大明神
声 - 関太（タイムマシーン3号）
暗黒ホエールズの首領。一人称は「私」。究極完全体になるため、人間の「迷惑に思う気持ちというかオーラ的なもの」を集めているらしい。暗黒ダークエネルギーエナジーを注入することで対象をパワーアップさせることが出来る。第18話でプリマピンクたち3人の合体技をパイレイトとカラクリが協力してガードするが耐えきれず彼ら2人に暗黒大明神の力を授けるが、元気が出た程度で反撃する力は無く、合体技を2時間撃ち続けた3人に敗れる。第49話でくるみが絶望することにより究極完全体になってジャッジメントデイになることが判明する。第63話では合体したパイレイト、カラクリ、バロンに暗黒ダークエネルギーエナジーを注入し巨大化・パワーアップさせたが、結局は合体しても1時間後にプリマピンクたち3人に倒された。悪の秘密結社の首領ではあるが性格は常識的で、事故で車を大破させたパイレイトに新車を勧めたり、バロンの残虐なセリフやカイゾークの威圧的な態度にドン引きした。また部下の失敗には寛大で、体育会系のノリで激励するほか、第71話ではカイゾークを差し置いて名誉挽回のチャンスを申し出たパイレイトに『ほぼ』ラストチャンスを与えた。第72話では最強怪人五人衆だけでなくパイレイトまで倒されたことに痺れを切らしたカイゾークに暗黒ダークエネルギーエナジーとして丸ごと吸収されてしまうが、第73話でシレっと復活している。
パイレイト
声 - 森久保祥太郎
暗黒ホエールズの幹部。3月26日（おひつじ座）生まれ。一人称は「私」。暗黒ホエールズのホームページではベテランと紹介されている。武器は双剣。ミスが多い（第4話時点で28度目、第14話時点で52度目）。完全な悪になりきれず、「悪役に向いていない」と言われている。第4話でイサムを人質にしたがために、怪人と共に爆発に巻き込まれる。第20話で自分を「宝城院カイト」と名乗る。
秘密結社幹部としての活動以外に私生活とも言えるプライベートの時間を持つが、服装が違うだけで外見に全く変化が無い。第20話で顔面に変身前のみかんの飛び膝蹴りを受けて気絶するなど身体能力にも貧弱さが目立った。第56話では笑顔ヶ丘中学校に潜入、教師をクビになった肝谷に代わってくるみたちのクラスの新たな担任となってくるみたちから変身アイテムを奪う腹積もりでいたが、やはりみかんの飛び膝蹴りを受けて気絶、結局は肝谷同様セクハラでクビとなった。また極度の動物好きで、鳥（鳥太郎と呼ぶ）、拉致し監禁中のデビるん（ハエ太郎と呼ぶ）の餌として捕まえたドブネズミ（ねず太郎と呼ぶ）に対して愛情を注いだ。宇宙暗黒機構から暗黒ホエールズごと戦力外とされたため、第75話にて宇宙暗黒機構を裏切りデビるんと契約してブリリアントパイレイトとなり、プリマエンジェルの側に付いた。モデルはお笑い芸人のゴー☆ジャス。
カラクリ
声 - 森久保祥太郎
暗黒ホエールズの幹部で、パイレイトとは同期。6月10日（ふたご座）生まれ。一人称は「わし」。アドリブに弱く査定には敏感。第14話ではプリマピンクと戦う権利を巡って張り合ったがために、パイレイトらと共に爆発に巻き込まれる。第18話ではプリマエンジェル3人の合体技をパイレイトと協力してガードした。暗黒ダークエネルギーエナジーでパワーアップしたが反撃できずに押し負けた。洗脳能力を持つが、効果は中途半端。分類としてメカに属する。武器は扇。第63話でバロンとともに本社に異動が決まり暗黒ホエールズを抜けることとなった。モデルはお笑い芸人のコウメ太夫。
バロン
声 - 鈴村健一
第36話より登場した新幹部。8月6日（しし座）生まれ。一人称は「吾輩」。基本的にカタコトで喋るが、怒ったり慌てている時には関西弁で話す。片手に液体が入ったグラスを持っている。業界未経験で、残虐な口調の割にはアドリブに弱く、直ぐ慌ててしまう。武器はマスケット銃とレイピア。第63話でカラクリとともに本社に異動が決まり暗黒ホエールズを抜けることとなった。モデルはお笑い芸人の山田ルイ53世。
カイゾーク
声 - 寺島拓篤
カラクリ、バロンに代わり、第65話より登場の新幹部。一人称は「俺」。かなりの自信家で、首領の暗黒大明神も含めて他人の意見には全く耳を貸さない。口ひげとドスの効いた低い声、そして甲高い笑い声が特徴。しかも容姿がパイレイトに似ているため、パイレイトは「キャラが被ってる!」と憤慨、アジトに殴り込みに来たプリマエンジェルを思わず応援してしまう。武器はパイレイト同じく双剣（必殺技は「キラーホエールファング」）だがバリア（「パールシェル」）を張ることもできるためかなりの強敵であり、プリマピンクとプリマスプリンググリーンが二人がかりで必殺技を繰り出しながら3時間奮闘しても倒せなかった。だが、残業はしない主義であり、闘いの途中でも午後6時を過ぎると無理矢理攻撃を止めさせ「定時だから」と言ってさっさと帰ってしまう。第68話の後日談として、プリマピンク、プリマオレンジ、プリマスプリンググリーンに真顔ヶ丘のプリマエンジェルを加えた6人が束となっても倒せないほどに更にパワーアップしている。その後、第72話でデビるんを奪還しに来たプリマエンジェルに最強怪人五人衆に加えパイレイトも倒されたことで痺れを切らし、自ら暗黒大明神を吸収しパワーアップするという暴挙に出る。秘密の特訓によりパワーアップしたプリマエンジェルと対峙するが、最後は暴挙を許せなかったパイレイトに裏切られ止めを刺され倒される。死んだかと思われたが、最後の力を振り絞り、地球に巨大な隕石を落とすため『終』と書かれたボタンを押して力尽きる。第73話で、あまりに弱い暗黒ホエールズに痺れを切らしたオブザがプリマエンジェルを倒すべく直接送り込んだ刺客であることが判明する。
オブザ
声 - 山本浩司（タイムマシーン3号）
第73話と第74話に登場。宇宙極悪機構のコミッショナー（ボス）で、自称「宇宙究極暗黒極悪卿オブザイヤー」。空にいきなり画面越しに現れ、役立たずの暗黒ホエールズに戦力外の判断を下し、14日後に地球に巨大な隕石を落として暗黒ホエールズや敵対するプリマエンジェルも含めて地球人から絶望エネルギーをたくさん吸収して破壊するつもりでいる。ただ、現れたときの画面は赤ん坊の顔の画像と「SOUND ONLY」の表示だけで正体は分からないだけでなく、回線状態が悪いため時々フリーズしたりノイズが発生しており、地球制服を企む真の目的など肝心なところが聞き取れなかった。

#### 怪人
神出鬼没で、街中に留まらず、笑顔ヶ丘中学校の校内、果てはくるみたちの修学旅行先である沖縄でも突然に現れる。プリマエンジェルはこれら怪人を倒すことでプリマポイントを獲得でき、一定数のポイントが貯まれば何やら景品と交換できるシステムになっている。このうち第71話と第72話に登場した最強怪人五人衆は視聴者からの怪人アイディア募集によって生み出されたキャラで、いつもの怪人と比べて100倍の怪人強度を誇るが、いずれもプリマエンジェルとの戦闘シーンは尺の都合で描けなかったため、第72話にてOP直後に文章にて5秒で一気に説明して端折った。

声は第58話・第59話のプロデューサー気取り男以外、関太（タイムマシーン3号）が担当。
怪人ゴミ撒き男
生ゴミを撒く怪人。「イーッヒッヒッヒ」と笑う。第2話に登場するも、アイキャッチの間に倒される。
第16話では怪人帰ってきたゴミ撒き男として復活するが、プリマピンクのデスフリスビーセンセーションで瞬殺される。
第26話でも復活するが、自己紹介のついでで倒される。
怪人フナ男と怪人イノシシ男と怪人納豆男
第3話に登場。フナ男は「フーッフッフッフナ」と笑う。納豆男は血液の概念がなかったために、棘杖の分泌液が効かなかった。
怪人フナイノシシ納豆男
上記の3人が合体した姿。ただし登場時には既に腐乱死体だった。

怪人SNSグルイと怪人金切り声おじさん
第4話に名前のみ登場。共にパイレイトの配下だった怪人たち。
怪人味噌塗り男
第4話に登場。相手に味噌を塗る怪人。パイレイトによって人質にされたイサムに味噌を塗り付けていた。プリマピンクのダイナマイトで爆死する。
怪人ヘビボクサー
第5話に登場。「ジャーッパッパッパ」と笑う。ダジャレを多用する。ヘビとボクサーを合わせたやつで、ノックアウト強盗をしようとしていた。真骨頂はキックボクシングにあるらしい。「蛇」だけに「ヘビー」な奴。
怪人しっぽ弱点男
第6話の本編および第7話の回想シーンに登場。「ジャークジャクジャク」と笑う。全身が鎧で覆われており、弱点であるしっぽと目以外は非常に堅い。ジャケ紳の助言を聞いた（無視した）プリマピンクにデスフリスビーセンセーションで倒された。
怪人ティッシュ食べ男
第8話に登場。ひたすらティッシュを食べるだけの怪人。ジャケ紳にJACKET RIFLEで射殺された。
怪人毒霧男
第9話に登場。調子に乗ってる者に毒霧を吹きかけるマスクマン。プリマピンクを一度は倒したものの、その直後に契約完了したプリマシアンに倒される。
怪人怪力オカマ
第10話に登場。怪力にものを言わせて襲い掛かるオカマ。かなり我慢強い上固く、個々の必殺技ではストレスを与えた程度にしかならず、倒し切れなかった。3人の合体技である三位一体プリマエンジェルで初めて倒された怪人。
怪人洗脳男
第12話に登場。イサムを洗脳した自称霊能力者。街頭デモを行うが怒られたため、ネット掲示板やSNSで荒らしを行う。正体がばれるとデスフリスビーセンセーションで瞬殺された。
怪人クロロホルム男
第15話に下記の2人と共に登場。道行く人々にクロロホルムを嗅がせて眠らせようとする。必殺技はクロロホルム嗅がし。デスビームイノベーション3連射で3人同時に倒される。
怪人腹パン男
第15話に登場。顔がアンパン風で右腕が異様に筋肉がついている。必殺技は腹殴り。
怪人強盗男
第15話に登場。覆面を被り拳銃を持った銀行強盗。必殺技は強盗行為。
怪人ガマゴオリ
第17話に登場。ガマガエルと氷を合わせた怪人で、そこら中に氷とカエルをばら撒く。必殺技はガマブリザード、毒ガエルブリザード。ジャケ紳にJACKET SPARKの2連発で倒される。
怪人メガネ割り男
第18話に登場。顔にいくつもの割れた眼鏡をかけた、その辺にいる人の眼鏡を割ろうとする怪人。デスニードルカンバセーションで倒される。
怪人爆弾爆食い男
第21話に登場。プリマエンジェルの爆弾対策に用意された怪人。しかし実際は爆弾を食べているだけだった。
怪人半透明うらめしや男
第22話に登場。半透明のお化け風の怪人。お化け屋敷でプリマエンジェルを脅かそうとしたが、半狂乱になったくるみにプロレス技のデスティーノを掛けられて倒される。
怪人ハト胸男
第23話に名前のみ登場。既に倒されており、暗黒ホエールズのHPで名前のみ判明。
怪人液体浴びせ男
第27話に登場。様々液体を浴びせる水鉄砲を持ちバケツを被った怪人。わかばとつばめにスープカレーかそば湯か液体ムヒを浴びせようとしたところでプリマエンジェルに撲殺される。
怪人中年パンツ男
第28話に登場。パンツを被った怪人。露出狂だが、写真は撮られたくないらしい。5人がかりでも死なない強敵だったが、警察に通報され逮捕された。
怪人脱獄した中年パンツ男
第29話に登場。脱獄したため、腕に手錠、足に鉄球を付けている。パワーアップしたプリマスプリンググリーンの野菜の力で殺害される。

怪人俊足老婆
第31話に登場。とても早く移動している巨大な老人。くるみ達より2倍くらいの身長ながら、残像を出すほどの俊足。荷物を置いて身軽になったつばめに倒される。
怪人手足逆男
第32話に登場。手と足が逆になっており、顔も反転している怪人。脚パンチ腕キックが得意。頭が弱点で普通の女子中学生程度の力でも死んでしまう。
怪人肥満ベジタリアン男
第34話に登場。肌が緑色で、菜食主義だが食べ過ぎで肥満の怪人。わかばの育てている野菜も食べようとしたが、グリーンバキュームエボリューションで（時間はかかったが）倒された。
怪人ダイヤモンド富士
第37話に登場。肌がダイヤモンドの体が硬い相撲怪人。プリマオレンジの新必殺技で倒される。
怪人微ゾンビ男
第38話に登場。右半身がゾンビ化している、ウｨルスで手洗いうがいをしない人を軽めのゾンビにさせる怪人。イサムとつばめをゾンビ化させたが「シャイニングフリスビーセンセーション」で倒される。
怪人執事男
第40話に登場。バロンの部下。ドジ。
怪人犬逃がし男
第41話に登場。犬の顔をした怪人。いつの間にか倒されていた。
怪人ボストンバッグ男
第42話に登場。両手に持ったボストンバッグに何でも詰め込む怪人。小学生くらいなら人間も詰め込める。ももひとやくるみ、みかんをかばんに詰め込むが、シアンの新技「アイシクルニードルカンバセーション」で倒される。
怪人爆破予告男
第43話に登場。ダイナマイトを持ったパイレイト配下の怪人。爆破の予告だけして実際は爆破しない。理由なき暴力男にあっけなく倒される。
怪人理由なき暴力男
第43話に登場。両手に棘付きグローブを付けたバロン配下の怪人。理由もなくただ殴る。プリマピンクの新必殺技シャイニングフラッシュセンセーションで秒で気絶する。
怪人水着喰い
第45話に登場。水着を食うと宣言する、ブラトップを付けた球体に手足が生えたような姿の怪人。登場してすぐに倒される。
怪人激強男
第46話に登場。肌が緑色で額に(強)のマークがある、シンプルに滅茶苦茶強い怪人。プリマエンジェル5人が協力して倒される。
怪人カレーがけ男
第51話に登場。（人を含めた）なんにでもカレーをかけてカレー味にする怪人。
4コマではカレーを完食されて敗北。
怪人鬼クレーム気質男
第52話に登場。般若顔の怪人。受話器を持ち様々なコンテンツに鬼のようにクレームを送るクレーマー。一々くるみ達のコンプライアンスを指摘するが、最後は埋められる。
怪人ジャンボ三兄弟
第53話に登場。3人の兄弟で、完全に三人同時に攻撃しない限り倒せない。くるみ達は連携できなかったものの、かつてのライバルたちにあっさり倒される。　
怪人油塗り男
４コマに登場。ボトル型の怪人。ジャケット紳士に拘束され、どこかに連れ去られた。
怪人プロデューサー気取り男
声-寺島拓篤
第58話・第59話に登場。スーツ姿で頭にPの字を模ったハリボテを被り、自身がプロデュースするアイドルグループ「笑顔ーズ」（くるみたち5人組）を地下ライブフェスティバルで優勝させようとする怪人。正体は暗黒ホエールズによって怪人にされたシゲル。「笑顔ーズ」が地下ライブフェスで優勝し達成感を得なければ倒せないのだが、見事「笑顔ーズ」が優勝、達成感から害悪オタク男とともに爆発した…という夢を見たシゲルが語っただけで、現実の世界には現れていない（夢オチ）。
怪人害悪オタク男
第59話に登場。頭にGの字を模ったハリボテを被った怪人。怪人プロデューサー気取り男と同様、自身がプロデュースするアイドルグループ「真顔ガールズ」（あかねたち3人組）を地下ライブフェスで優勝させようとするが、あかねたちからは鬱陶しがられている。正体は暗黒ホエールズによって怪人にされた肝谷。「真顔ガールズ」が負けたことでプロデューサー気取り男とともに爆発した…という夢を見たシゲルが語っただけで、現実の世界には現れていない（夢オチ）。
怪人おしゃれキメラ
第61話に登場。本人曰く「右腕がキリンの首、左腕がダイオウイカの触手、背中にクジャクの羽根が生えている」という容姿な上にウェディングドレスも着ているらしいが、声だけの登場（画面上では『？』のみで表示）であり、そのビジュアルが明かされる前にプリマピンクに倒された。キヨシの家のそばで現れたが、その時テスト勉強をしていた男子3人はその姿が気になって勉強に集中できなかった。なお、Blu-rayディスク第3巻の数量限定特装盤には、怪人おしゃれキメラ、安土桃山くるみ（ウェディングドレス）、デビるん（柔道着）のアクリルスタンドセットが同封されており、この特装盤の購入者はその実際のビジュアルを伺い知ることができる。
怪人ニセ暗黒大明神
第64話に登場。顔の周りに板のようなハリボテを覆って暗黒大明神っぽくしているだけの怪人。なので、足が見える。自ら「暗黒大明神さまのニセモノだぞ」と名乗る。ニセプリマスプリンググリーン（本物のプリマエンジェルたちに混じって現れた「にせわかばB」の方）のハイキック一発であっさりと敗北。
怪人冷奴猫
第71話、第72話に登場。最強怪人五人衆の一人。体の周りを冷奴で覆っており、頭は足と尻尾を出している2面以外のどの4面からでも出せる。また、どんな攻撃を受けても衝撃吸収冷奴がダメージを吸収し、敵の攻撃を無効化する。冷奴の中に隠れて翻弄するもプリマシアンに凍らされた上で冷奴は破壊され戦闘不能となる。ちなみに冷奴の中に猫が5匹隠れている。
怪人お兄さん男
第71話、第72話に登場。最強怪人五人衆の一人。足元にいる子供たちを操って敵を攻撃する。プリマオレンジの狙撃銃で撃たれ死亡。ちなみに足元の子供たちはその後我に返り無事に帰宅した。
怪人ライスライス
第71話、第72話に登場。最強怪人五人衆の一人。全身がコメ粒でできており、頭にコクゾウムシが引っ付いている。両手が鋭い刃にもなっており、この刃で敵をスライスする。いつの間にかプリマスプリンググリーンによって炊飯器で炊き上げられ、そのまま5分で平らげられてしまう。ちなみに頭のコクゾウムシも本体の一部であるが、これもあっさり殴られて倒された。
怪人うねうね男
第71話、第72話に登場。最強怪人五人衆の一人。海パン姿でサングラスをかけて腰を振っているほか、全身から8本の触手が出ておりこの触手で敵を拘束する。他の最強怪人たちが全て倒されたことで心が折れてしまっただけでなく、「女子よりも男子を拘束したい」と謎のカミングアウトをしたのち、プリマエンジに普通にボコられて死亡。
怪人同人誌即売男
第71話、第72話に登場。最強怪人五人衆の一人。頭の形は東京ビッグサイト。手持ちの同人誌を読ませて洗脳する。プリマピンクに同人誌を読ませて洗脳を試みたが内容が18禁だったため、読むのを拒絶したプリマピンクに普通にボコられ五人衆のうち最初に倒された。
怪人見張り得意男
4コマに登場。｢見｣と書かれた大きな帽子が特徴の怪人。暗黒ホエールズのアジトに監禁されているデビるんを見張るのが役目のようだが、登場シーンでは寝てしまっている。

### その他
通りすがりの女子大生
声 - 金元寿子、久保ユリカ
第19話に登場。青木山しんじの事をよく知っている通りすがりの女子大生。
安土桃山ももひと
声 - 山本希望
第32話、第42話に登場。3月3日（うお座）生まれ。くるみの弟で小学生。悪戯好き。怒るとラップの様な韻を踏んだ口調になる。
とり太郎
声 - 寺島拓篤
第33話に登場。パイレイトが拾ってきたペットの鳥。基地では飼えず困っていたところ、デビるんに怖がり逃げ出してしまい、頭に止まったキヨシが飼うことになった。第2期最終回でもプリマピンクに声援を送った。第61話ではキヨシの部屋の鳥籠に入っていた。
肝谷先生（きもたにせんせい）
声 - 関太（タイムマシーン3号）
第55話に登場。くるみの担任の男性教員。名前の通り太った体型に不気味な笑みを浮かべる、まさにオタクと言った感じの成人男性で、生徒に対するセクハラが問題視されている。学校で怪人退治をしていたプリマピンクとプリマスプリンググリーンに遭遇した際には、スマホで写真を撮るというオタクな行為を行った（途中で他の男子生徒も二人の周辺に群がった）。プリマスプリンググリーンの大ファンでガチ恋しているらしい。最終的にくるみの放った閃光手榴弾により他の生徒もろとも被害を受け、さらに生徒へのセクハラ行為が明るみになり教師をクビになった。
その後、第57話に再登場。怪人の素質アリと見込んだパイレイトによって拉致され、アジトで怪人「サル人間」にされた（高い建物によじ登りたいという願望を持っていた為に猿の怪人となったらしい）が、アジトへ駆けつけたプリマピンクとプリマシアンに倒され、プリマバスタブに入れられてプリマ酸を注がれたことで元の人間に戻る。しかし、「建物によじ登りたい」という願望以外の性癖が無くなっていなかった為に再びプリマピンクとプリマシアンを見て興奮しプリマシアンの首チョップを受けてバスタブの底に沈んだ。
ニセプリマエンジェル
声 - 「ニセくるみ」- みなみ、「ニセみずき」 - 武部果南、「ニセみかん」 - 平間七海、「ニセつばめ」 - こめ、「にせわかばA」（最初に登場した方） - ろんぐほーん、「にせわかばB」（あとから本物たちに紛れて現れた方） - おはぎ。
第64話に登場。どういう目的で現れたのかは不明だが、皆本物のプリマエンジェルに憧れている。サインやら写真撮影などのファンサービスはしない（しかも最後はプリマ閃光手榴弾を炸裂させてギャラリーの記憶を消す）本物とは異なりやたらとファンサービスが旺盛で、しかもニセプリマエンジ、ニセプリマスプリンググリーンは男である。そこにまさかの怪人「ニセ暗黒大明神」が現れ困惑するが、本物（なぜかプリマスプリンググリーンだけ偽者）が怪人を退治してくれたおかげで助かった。
第3期制作に当たってクラウドファンディングが行われており、その出資者への返礼品の一つとして当作品への出演権が設定されていた。そのため第64話で登場したニセプリマエンジェル、そして後から本物に混じって現れたニセプリマスプリンググリーンの声優6名は、全員が素人である。後日YouTubeでその収録時の様子が公開された（現在は公開終了）が、演者の顔にはイラストが被されていた。
デビるんパパ
声 - 天龍源一郎
第73話から登場。デビるんの父親。デビるん星の王様。宇宙極悪機構によってデビるん星が侵略され、そして次に征服を企む地球を救うべく仲間であるプリマエンジェルを探し出すため、息子であるデビるんを地球に派遣する。地球に巨大な隕石が落ちそうになっていることを知り、デビるん星よりデビるんのスマホに直接ビデオメッセージを送るも、なぜか背景は兼六園であった。デビるんと同様、ガサガサとシワ枯れた汚い声をしているだけでなく、セリフも棒読みなためプリマスプリンググリーンは聞いてて眠たくなってしまった。語尾に「パパ」を付けて話す（「元気にしてるパパか?」など）。
デビるんママ
声 - 金田朋子
第73話から登場。デビるんの母親。デビるん星の王妃。ビデオメッセージにデビるんパパとともに登場し、デビるんを激励するも、あまりに甲高い声で話すため何を言っているのか頭に入ってこない。語尾に「ママ」を付けて話す（「順調に強くなっていったママね」など）。

## スタッフ
- 原案・アニメーション制作 - Pie in the sky
- 原作・監督・脚本 - 松本慶祐
- キャラクターデザイン - 植草航
- 作画（第3期） - 酒井浩史、スズキハルカ、角字
- 演出（第2期） - 澤田裕太郎
- 演出・編集（第3期） - 都竹惇史
- 編集 - 澤田裕太郎
- 音楽 - カワイヒデヒロ
- 音楽制作 - ランティス
- プロデューサー - 庄司夕紀（第1期）、吉沼忍（第1期）→川島麻衣（第2期）、室市剛人（第2期）、高野宏之（第3期）、宮保聡（第3期）、室市剛人（第3期）
- クリエイティブスーパーバイザー - 新海岳人
- 製作（第1期） - プリマエンジェル製作委員会［ランティス（第1期）、フリュー（第1期）、バンダイナムコアーツ（第2・3期）、Pie in the sky、クオラス（第10話 - 第3期）］

## 主題歌
オープニングテーマ
「ガールズ・オンリー・ミラクル！」（第1期）
作詞 - 松井洋平 / 作曲・編曲 - AstroNoteS / 歌 - Mia REGINA
「魔法少女は止まらない」（第2期）
作詞 - 山本メーコ（Hifumi,inc.） / 作曲・編曲 - 佐藤陽介（Hifumi,inc.） / 歌 - Mia REGINA
「終末への天撃」（第3期）
作詞 - 松井洋平 / 作曲・編曲 - 砂守岳央（未来古代楽団） / 歌 - Mia REGINA

エンディングテーマ
「私立笑顔ヶ丘中学校 校歌」（第1話 - 第12話）
作詞 - 松本慶祐 / 作曲 - CMJK / 歌 - 鈴木キヨシ（林勇）、高橋イサム（羽多野渉）、佐藤シゲル（寺島拓篤）
「美少女魔法少女恐竜天使戦士応援歌」（第13話 - 第25話）
作詞 - 松本慶祐 / 作曲 - エンドウ. / 歌 - 鈴木キヨシ（林勇）、高橋イサム（羽多野渉）、佐藤シゲル（寺島拓篤）
YouTube配信版では最終回EDのみフルサイズ版。
「おいでよ笑顔ヶ丘市 〜笑顔ヶ丘市に古くから伝わるわらべうた〜」（第2期第26話 - 第38話）
作詞 - 松本慶祐 / 作曲 - AstroNoteS / 歌 - 鈴木キヨシ（林勇）、高橋イサム（羽多野渉）、佐藤シゲル（寺島拓篤）
「美少女魔法少女恐竜天使戦士とぼく」（第2期第39話 - 第50話）
作詞 - 松本慶祐 / 作曲 - AstroNoteS / 歌 - 鈴木キヨシ（林勇）、高橋イサム（羽多野渉）、佐藤シゲル（寺島拓篤）、デビるん（松本慶祐）
「笑顔ヶ丘音頭」（第3期第51話 - 第63話）
作詞 - 松井洋平 / 作曲 - CMJK / 歌 - 鈴木キヨシ（林勇）、高橋イサム（羽多野渉）、佐藤シゲル（寺島拓篤）
「私立笑顔ヶ丘中学校卒業歌」（第3期第64話 - 第72話）
作詞 - 松本慶祐 / 作曲・編曲 - 森拓人 / 歌 - 鈴木キヨシ（林勇）、高橋イサム（羽多野渉）、佐藤シゲル（寺島拓篤）
挿入歌
「プリマエンジェル友情のテーマ」（第46話）
「えげつないほどのSMILEで」（第58話）
作詞 - 松本慶祐 / 作曲・編曲 - 菊池達也

## 各話リスト

### アニメ本編
| 話数              | サブタイトル                                     | 配信日         |
| 第1期             | 第1期                                            | 第1期          |
| ----------------- | ------------------------------------------------ | -------------- |
| 第1話             | そうです！私がプリマエンジェルです！             | 2017年 7月30日 |
| 第2話             | 変身！粛清！生ゴミ野郎は処分処分！               | 8月13日        |
| 第3話             | 強力消臭！くるみの技は天をも穿つ！               | 8月27日        |
| 第4話             | はじけてまざれ！幹部パイレイトの罠！             | 9月9日         |
| 第5話             | 鉄拳制裁！くらえ疾風のパンチライン！             | 9月23日        |
| 第6話             | 謎が謎を呼ぶ！謎の男ジャケット紳士の謎！         | 10月7日        |
| 第7話             | おいやめろ！淫行だけは！おいやめろ！             | 10月21日       |
| 第8話             | 大ピンチ！変身できなくてできなくて震える！       | 11月4日        |
| 第9話             | 目覚めよ！第2の戦士プリマシアン登場！            | 11月18日       |
| 第10話            | 合体奥義炸裂！なんとかエナジーフォーメーション！ | 12月2日        |
| 第11話            | プリマエンジェル解散!?味の世界大戦や！           | 12月16日       |
| 第12話            | アンチ殺す！洗脳！霊能！ド低脳！                 | 12月30日       |
| 第13話            | パイレイトの逆襲！放課後寄り道スウィーツ地獄！   | 2018年 1月13日 |
| 第14話            | 新たな刺客！カラクリ仕掛けのタイムボム！         | 1月27日        |
| 第15話            | 孤軍奮闘！がんばれオレンジ！負けるなみかん！     | 2月10日        |
| 第16話            | 責めないで！躁うつ！抑うつ！悪を討つ！           | 2月25日        |
| 第17話            | 毒ガエル！負けるな紳士！凶器あり！               | 3月11日        |
| 第18話            | 刮目せよ！可愛いメガネには棘がある！             | 3月24日        |
| 第19話            | 破顔一笑！ジャケ活男子は高スペック!?             | 4月7日         |
| 第20話            | カメラは見た！交通地獄24時！                     | 4月21日        |
| 第21話            | 闇の力！暗黒ダークエネルギーエナジー！           | 5月5日         |
| 第22話            | 超コワすぎ！本当にあった暗黒迷宮！               | 5月19日        |
| 第23話            | 悪夢の始まり！注げ！注ぎの力！                   | 6月2日         |
| 第24話            | 死亡！絶望！プリマエンジェル最後の日!?           | 6月16日        |
| 最終回 （第25話） | 夢の終わり！プリマエンジェルは永久に不滅です！   | 6月30日        |
| 第2期             |                                                  |                |
| 第26話            | そうです！私たちがプリマエンジェルです！         | 10月27日       |
| 第27話            | わかばとつばめ！プリポテセットでお願いします！   | 11月10日       |
| 第28話            | 新たな仲間！5人揃って5エンジェル！               | 11月24日       |
| 第29話            | 解き放て！1日分の野菜の力！                      | 12月8日        |
| 第30話            | 今こそ合わせろ！5人の力！(仮)                    | 12月22日       |
| 第31話            | 心眼開眼！俊足怪人に差をつけろ！                 | 2019年 1月5日  |
| 第32話            | 失神KO！姉弟喧嘩はフリースタイル！               | 1月19日        |
| 第33話            | どうするパイレイト！うちでは鳥は飼えません！     | 2月2日         |
| 第34話            | 吸収せよ！若葉マークの必殺技！                   | 2月16日        |
| 第35話            | みずき豹変！プリマダークシアン誕生!?             | 3月2日         |
| 第36話            | 第3の幹部！残虐貴族バロン登場！                  | 3月16日        |
| 第37話            | 神出鬼没！ドブから飛び出てジャケ紳さん！         | 3月30日        |
| 第38話            | ゾンビ予防！うがい手洗いセンセーション！         | 4月13日        |
| 第39話            | みんなで食べよう！食戟！衝撃！大惨劇！           | 4月27日        |
| 第40話            | バロン再び！貴族と執事の卑劣な罠！               | 5月11日        |
| 第41話            | 大混乱！犬！金！怪人！青木山！                   | 5月25日        |
| 第42話            | ももひと危うし！ボストンバッグ高速詰め！         | 6月8日         |
| 第43話            | 先輩やぞ！暗黒ホエールズの縦社会！               | 6月22日        |
| 第44話            | 究極の頭脳戦!?ジャケ紳vsパイレイト               | 7月6日         |
| 第45話            | 修学旅行！海だ！水着だ！大喝だ！                 | 7月20日        |
| 第46話            | ズッ友だよ！5人の友情はフォーエバー！            | 8月3日         |
| 第47話            | 本当にあった？みずきとつばめの怪談ナイト！       | 8月17日        |
| 第48話            | 嘘と裏切り！プリマエンジェル崩壊の危機！         | 8月31日        |
| 第49話            | 夢じゃない！プリマダークエンジェル誕生！         | 9月14日        |
| 最終回 （第50話） | 最後の真実！魔法少女は止まらない！               | 9月28日        |
| 第3期             |                                                  |                |
| 話数              | サブタイトル                                     | 放送日         |
| 第51話            | 3期だよ！プリマエンジェル全員集合！              | 2020年 10月7日 |
| 第52話            | なんでもします！コラボ案件だ〜い好き！           | 10月21日       |
| 第53話            | ライバル登場！真顔ヶ丘の3連星！                  | 11月4日        |
| 第54話            | 第1回！チキチキ！プリマエンジェル3本勝負!!       | 11月18日       |
| 第55話            | 塩対応！神に誓って出禁だよ！                     | 12月2日        |
| 第56話            | 2年C組！グレートティーチャー宝城院！             | 12月16日       |
| 第57話            | 衝撃の事実！怪人たちの作り方！                   | 2021年 1月6日  |
| 第58話            | 地下ライブ！アイドルスターにおれはなる！         | 1月20日        |
| 第59話            | ライバル参戦！もういい私アイドルやめる！         | 2月3日         |
| 第60話            | 恋せよ乙女！愛情チョコは鉄の味！                 | 2月17日        |
| 第61話            | いつやるでしょ!?雑念だらけの勉強会！             | 3月3日         |
| 第62話            | リベンジだ！せいぜいがんばれ！魔法少女あかね！   | 3月17日        |
| 第63話            | さようなら！カラクリ＆バロン 涙の送別会！        | 4月7日         |
| 第64話            | 誰やねん！ニセプリマエンジェル大集合！           | 4月21日        |
| 第65話            | 驚異の新人！新幹部カイゾーク現る！               | 5月5日         |
| 第66話            | ジャケットピンチ！デビるん救出大作戦！           | 5月19日        |
| 第67話            | 家出びるん！同情するなら助けてくれ！             | 6月2日         |
| 第68話            | 暴走だ！盗んだスケートで走り出す！               | 6月16日        |
| 第69話            | おしまいだ！徒歩暴走族『堕悪怨粘着液』結成!?     | 7月7日         |
| 第70話            | 監禁中！デビるん×パイレイト謎の友情!?            | 7月21日        |
| 第71話            | ついに集結！最強怪人五人衆！                     | 8月4日         |
| 第72話            | 超神回!?暗黒ホエールズ最後の戦い！               | 8月18日        |
| 第73話            | 声きったな！デビるん星からのメッセージ！         | 9月8日         |
| 第74話            | これからだ！宇宙！ラスボス！よろこんで！         | 9月22日        |
| 最終回 （第75話） | 夢の終わり？せいぜいがんばれ！安土桃山くるみ！   | 9月29日        |

### オーディオコメンタリー番組
| 回数  | トークテーマ                                      | 配信日         |
| 第1期 | 第1期                                             | 第1期          |
| ----- | ------------------------------------------------- | -------------- |
| #01   | 第一話どうでしたか?                               | 2017年 8月6日  |
| #02   | 芸人関太の声優っぷりについて                      | 8月20日        |
| #03   | 声優さんの声のバリエーション                      | 9月2日         |
| #04   | 理想の上司先輩について                            | 9月16日        |
| #05   | 新しい怪人を考えよう                              | 9月30日        |
| #06   | 実は裏でこんな事やってます                        | 10月14日       |
| #07   | 新キャラ「青木山しんじ」について                  | 10月28日       |
| #08   | 物をなくした話                                    | 11月11日       |
| #09   | 調子に乗った話                                    | 11月25日       |
| #10   | 新しいプリマエンジェルについて                    | 12月9日        |
| #11   | この食べ方おかしいですか?                         | 12月23日       |
| #12   | 監督に言いたい事                                  | 2018年 1月6日  |
| #13   | 騙されてた話                                      | 1月20日        |
| #14   | 同期の話                                          | 2月3日         |
| #15   | 怒った話、怒られた話                              | 2月17日        |
| #16   | 向いてないかもと思った話                          | 3月3日         |
| #17   | 『くるみ』グッズについて                          | 3月17日        |
| #18   | ピンチだった話                                    | 3月31日        |
| #19   | 思わず顔が歪んでしまうこと                        | 4月14日        |
| #20   | 今までにあった衝撃的なシーン                      | 4月28日        |
| #21   | 長時間何かした話                                  | 5月12日        |
| #22   | ホラーなものについて                              | 5月26日        |
| #23   | 『○○の力』を感じた話                              | 6月9日         |
| #24   | 絶望した時の対処法                                | 6月23日        |
| #25   | 最終話ですけどどう？                              | 7月7日         |
| 第2期 |                                                   |                |
| #26   | 2期始まりましたけどどう？                         | 11月3日        |
| #27   | 方言について                                      | 11月17日       |
| #28   | 新人時代の話                                      | 12月1日        |
| #29   | 野菜、食べてますか？                              | 12月15日       |
| #30   | 4人の息を、合わせてください                       | 12月29日       |
| #31   | トレーニングの話                                  | 2019年 1月12日 |
| #32   | 兄弟の話                                          | 1月26日        |
| #33   | 昔飼ってたペットは？                              | 2月9日         |
| #34   | 疲れ果てた話                                      | 2月23日        |
| #35   | 豹変してしまった話                                | 3月9日         |
| #36   | バロンについて                                    | 3月23日        |
| #37   | 久しぶりな話                                      | 4月6日         |
| #38   | ゾンビの話                                        | 4月20日        |
| #39   | 料理について                                      | 5月4日         |
| #40   | 後輩・部下について                                | 5月18日        |
| #41   | 高額な話                                          | 6月1日         |
| #42   | 偶然の話                                          | 6月15日        |
| #43   | 部活動の話                                        | 6月29日        |
| #44   | 頭を使った話                                      | 7月13日        |
| #45   | 修学旅行の話                                      | 7月27日        |
| #46   | キャラソンについて                                | 8月10日        |
| #47   | 夏休みの話                                        | 8月25日        |
| #48   | 嘘の話                                            | 9月7日         |
| #49   | 怖かった話                                        | 9月21日        |
| #50   | 「せいぜいがんばれ!魔法少女くるみ」の思い出       | 10月5日        |
| 第3期 |                                                   |                |
| 第1回 | 「コラボ企業 募集してたらマジで来た！？」の巻     |                |
| 第2回 | 「誕生日おめでとう 中高年向けぬるま湯番組！」の巻 |                |
| 第3回 | 「笑顔に感謝！ ニセプリたちの収録レポ」の巻       |                |
| 第4回 | 「中の人最終回 3期、思い出の回はなに？」の巻      |                |

## 配信サイト
| 配信期間                                                                                   | 配信時間                              | 配信サイト                                          | 備考                                                               |
| ------------------------------------------------------------------------------------------ | ------------------------------------- | --------------------------------------------------- | ------------------------------------------------------------------ |
| 2017年7月30日 - 2018年3月31日 ↓ 2018年4月7日 - 2018年7月7日 2018年10月27日 - 2019年10月5日 | 日曜 0:00 - 0:05 ↓ 土曜 23:00 - 23:05 | AbemaTV新作アニメチャンネル ↓ Abemaアニメチャンネル | 全話一挙配信の形で配信されるため、最新作の配信時間は週により異なる |

| 放送期間               | 放送時間                     | 放送局 | 対象地域 | 備考                                           |
| ---------------------- | ---------------------------- | ------ | -------- | ---------------------------------------------- |
| 2019年1月7日 - 1月14日 | 月曜 0:45 - 1:00（日曜深夜） | BS11   | 日本全域 | BS放送 / ANIME+』枠 第1期傑作選（2週連続放送） |

| 放送期間               | 放送時間                     | 放送局 | 対象地域 | 備考                  |
| ---------------------- | ---------------------------- | ------ | -------- | --------------------- |
| 2019年4月8日 - 6月24日 | 月曜 1:45 - 2:00（日曜深夜） | BS11   | 日本全域 | BS放送 / 『ANIME+』枠 |

| 放送期間        | 放送時間               | 放送局 | 対象地域 | 備考                                       |
| --------------- | ---------------------- | ------ | -------- | ------------------------------------------ |
| 2020年10月7日 - | 水曜 23:54 - 木曜 0:00 | BS11   | 日本全域 | BS放送 / 『ANIME+』枠 毎月第1・第3週に放送 |

| 配信期間         | 配信時間     | 配信サイト  | 備考               |
| ---------------- | ------------ | ----------- | ------------------ |
| 2020年10月8日 -  | 木曜 21:00 - | MixBox      | 毎月第1、第3木曜日 |
| 2020年10月13日 - |              | YouTube公式 | BS11放送翌週       |

## Blu-ray
第1期Blu-ray 特装版/通常版
2018年10月31日発売。
第2期Blu-ray 特装版/通常版
2019年11月6日発売。
第3期Blu-ray 特装版/通常版
2021年11月24日発売。

## CD
せいぜいがんばれ! 魔法少女くるみ超主題歌集
2019年4月10日一般発売。AnimeJapan2019で先行販売。

## 吹き替えカラオケ
JOY SOUNDでアニメ本編（第1話、第6話、第20話）の吹き替えカラオケが配信。

## 生配信番組
2019年1月25日よりYouTube Live『せいぜいがんばれ！生魔法少女くるみ』をライブ配信。2019年11月10日に単独イベント『めちゃくちゃがんばれ！魔法少女くるみの中の人 超出張版』を開催。
- 出演者 - 久保ユリカ、関太（タイムマシーン3号）、松本慶祐
- ゲスト - 金元寿子（#3）、林勇（#5）、相沢舞（#6）、羽多野渉（#8）、寺島拓篤（#9）

| 回数 | メールテーマ                                      | 配信日         |
| ---- | ------------------------------------------------- | -------------- |
| #01  | このYouTue Liveで何をすればよいか？               | 2019年 1月25日 |
| #02  | 第1回の良かった点・悪かった点                     | 2月21日        |
| #03  | 金元さんへの質問・メッセージ                      | 3月21日        |
| #04  | 今後『魔法少女くるみ』でやってほしいこと          | 4月26日        |
| #05  | 林勇さんへの質問、メッセージ                      | 5月31日        |
| #06  | 相沢さんへの質問・メッセージ                      | 6月28日        |
| #07  | 普通のおたより                                    | 7月26日        |
| #08  | Blu-ray特典の『生くるみ特別編』でやってほしいこと | 8月30日        |
| #09  | 『魔法少女くるみ』の思い出                        | 10月31日       |
| #10  |                                                   | 2020年 9月30日 |

## 4コママンガ
2020年10月15日より公式twitterで4コマ漫画を配信。